# Bocska
Bocska là một thị trấn thuộc hạt Zala, Hungary. Thị trấn này có diện tích 7,38 km², dân số năm 2010 là 376 người, mật độ 51 người/km².